# Condado de Copiah
O Condado de Copiah é um dos 82 condados do estado norte-americano do Mississippi. A sede de condado é Hazlehurst, e a sua maior cidade é Crystal Springs.
O condado tem uma área de 2019 km² (dos quais 8 km² estão cobertos por água), uma população de 28 757 habitantes, e uma densidade populacional de 14 hab/km² (segundo o censo nacional de 2000). O condado foi fundado em 1823 e recebeu o seu nome a partir de uma palavra dos ameríndios Choctaw que significa "pantera".